# تشارلز موريس أندرسون
تشارلز موريس أندرسون (بالإنجليزية: Charles Morris Anderson)‏ هو مهندس المناظر الطبيعية أمريكي، ولد في 1957 في جيمستاون في الولايات المتحدة.